# White Lies
White Lies is een indieband uit Ealing, Londen, Engeland. De bandleden zijn Harry McVeigh (gitaar en zang), Charles Cave (basgitaar en achtergrondzang) en Jack Lawrence-Brown (drums). Hun muziekstijl wordt vergeleken met bands als Joy Division, Interpol, The Killers, Ultravox, Echo & The Bunnymen en Editors. Tot en met 2007 heette de band Fear Of Flying.
De band heeft zich genoemd naar de Engelse uitdrukking "a white lie". Dit betekent zoveel als een leugen die niet erg is, omdat noch de leugen, noch het uitkomen van de leugen, iemand schade zal berokkenen (een leugentje om bestwil).

## Biografie
In het voorjaar van 2008 bracht de band de eerste single uit, "Unfinished Business". Deze single werd via de Myspace van White Lies ter download aangeboden. In september 2008 volgde "Death", dat eind september voor het eerst op de Nederlandse radiozender 3FM werd gedraaid en op datzelfde station begin januari 2009 als Single van de week werd gekozen bij het avondprogramma 3voor12. Hun derde single, "To Lose My Life", werd in 2009 op internet uitgebracht. In april 2009 kwam de vierde single uit: "Farewell to the Fairground". Dit nummer werd 3FM Megahit. Alle singles staan op het debuutalbum van de groep, dat in januari 2009 uitkwam, getiteld To Lose My Life.... In ieder lied van het album speelt de dood een centrale rol.
In januari 2011 is het tweede album van White Lies uitgekomen: Ritual. Eerste single van dat album is Bigger Than Us, dat op dinsdag 16 november in première ging in het programma 3voor12 op 3FM. De band speelde op 24 februari 2011 in de HMH.
Op 26 november 2010 werd de single "Bigger Than Us" verkozen tot 3FM Megahit.
Na een lange rustperiode verscheen op 12 augustus 2013 het derde album Big TV. Dat album werd geproduceerd door Ed Buller in ICP Recording Studios in Brussel. Er verschenen twee singles van dit album: There goes our love again en First time caller. Big TV behaalde een vierde plaats in de Britse album charts.
Het vierde album Friends is door de band zelf opgenomen in de studio van Bryan Ferry in Kensington, West Londen. 
Het volgende album werd simpelweg Five genoemd en werd uitgebracht  op 1 februari 2019. Deze plaat werd geproduceerd door Ed Bullerin in de Assault & Battery 2 in Londen, waar ook albums zijn opgenomen van o.a. Madness, Depeche Mode, Blur en P. J. Harvey. De band gaat in het voorjaar van 2019 op een Europese tournee, waarbij ze zes keer in Nederland optreden (Eindhoven, Zwolle,  Groningen, Den Haag, Paaspop in Schijndel en Vestrock in Hulst).
Op 18 februari 2022 verscheen hun zesde studioalbum As I Try Not to Fall Apart worden uitgebracht. De gelijknamige eerste single werd in 2021 al uitgebracht, gevolgd door I Don't Want to Go to Mars in datzelfde jaar. In 2022 verschenen de singles Am I Really Going to Die en Trouble in America, laatstgenoemde staat op een uitgebreidere versie van het album.

## Discografie

### Album
| Album met eventuele hitnotering(en) in de Nederlandse Album Top 100 | Datum van verschijnen | Datum van binnenkomst | Hoogste positie | Aantal weken | Opmerkingen |
| ------------------------------------------------------------------- | --------------------- | --------------------- | --------------- | ------------ | ----------- |
| To Lose My Life                                                     | 19-01-2009            | 24-01-2009            | 31              | 35           |             |
| Ritual                                                              | 14-01-2011            | 22-01-2011            | 3               | 11           |             |
| Big TV                                                              | 09-08-2013            | 17-08-2013            | 12              | 4            |             |
| Friends                                                             | 07-10-2016            | 15-10-2016            | 32              | 1            |             |
| Five                                                                | 01-02-2019            | 09-02-2019            | 12              | 3            |             |

| Album met hitnotering(en) in de Vlaamse Ultratop 200 albums | Datum van verschijnen | Datum van binnenkomst | Hoogste positie | Aantal weken | Opmerkingen |
| ----------------------------------------------------------- | --------------------- | --------------------- | --------------- | ------------ | ----------- |
| To Lose My Life                                             | 2009                  | 24-01-2009            | 24              | 29           |             |
| Ritual                                                      | 2011                  | 22-01-2011            | 4               | 25           |             |
| Big TV                                                      | 09-08-2013            | 17-08-2013            | 14              | 16           |             |
| Friends                                                     | 07-10-2016            | 15-10-2016            | 11              | 7            |             |
| Five                                                        | 01-02-2019            | 09-02-2019            | 9               | 5            |             |

### Singles
| Single met eventuele hitnotering(en) in de Nederlandse Top 40 | Datum van verschijnen | Datum van binnenkomst | Hoogste positie | Aantal weken | Opmerkingen                 |
| ------------------------------------------------------------- | --------------------- | --------------------- | --------------- | ------------ | --------------------------- |
| Farewell to the Fairground                                    | 23-03-2009            | -                     |                 |              | Nr. 83 in de Single Top 100 |
| Bigger Than Us                                                | 22-11-2010            | 11-12-2010            | tip8            | -            | Nr. 45 in de Single Top 100 |

| Single met hitnotering(en) in de Vlaamse Ultratop 50 | Datum van verschijnen | Datum van binnenkomst | Hoogste positie | Aantal weken | Opmerkingen |
| ---------------------------------------------------- | --------------------- | --------------------- | --------------- | ------------ | ----------- |
| Death                                                | 2009                  | 17-01-2009            | tip3            | -            |             |
| To Lose My Life                                      | 2009                  | 09-05-2009            | tip18           | -            |             |
| Farewell to the Fairground                           | 2009                  | 04-07-2009            | tip6            | -            |             |
| Bigger Than Us                                       | 2010                  | 29-01-2011            | 36              | 7            |             |
| Strangers                                            | 2011                  | 19-03-2011            | tip8            | -            |             |
| There Goes Our Love Again                            | 2013                  | 29-06-2013            | tip30           | -            |             |
| First Time Caller                                    | 2013                  | 01-10-2013            | tip54           | -            |             |
| Take It Out on Me                                    | 2016                  | 16-07-2016            | tip             | -            |             |
| Morning in LA                                        | 2016                  | 15-10-2016            | tip             | -            |             |
| Hurt My Heart                                        | 2019                  | 05-10-2019            | tip             | -            |             |

### NPO Radio 2 Top 2000
| Nummers met noteringen in de NPO Radio 2 Top 2000 | '16  | '17  | '18  | '19  | '20  | '21  | '22  | '23  | '24  |
| ------------------------------------------------- | ---- | ---- | ---- | ---- | ---- | ---- | ---- | ---- | ---- |
| Farewell to the Fairground                        | 1798 | 1585 | 1312 | 1268 | 1381 | 1342 | 1059 | 1310 | 1364 |
| Time to Give                                      | ×    | ×    | 719  | 434  | 537  | 487  | 380  | 468  | 476  |

1. ↑  Een '×' betekent dat het nummer nog niet was uitgebracht en een vetgedrukt getal geeft de hoogste notering van een nummer aan.
2. ↑  2016 was het eerste jaar met een notering voor White Lies.